# Kosmogonie
Kosmogonie (griechisch κοσμογονία kosmogonía „Weltzeugung“; auch κοσμογένεια kosmogéneia Kosmogenie) bezeichnet spekulative Vorstellungen zur Entstehung der Welt bzw. des Kosmos (altgriechisch für „Ordnung“). Sie legen die Weltentstehung entweder auf mythische Weise dar oder unternehmen Versuche, diesen Vorgang rational zu erklären. Kosmogonische Mythen sind in der Regel uralter Herkunft und werden nicht selten bis heute geglaubt. Sie geben durch göttliches Wirken eine religiöse Erklärung der Welt und ihrer vermeintlichen Ordnung. Kosmogonische Theorien hingegen beruhen auf Ergebnissen der Philosophie und der Kosmologie.
Unter Kosmologie versteht man heute vorwiegend jene Naturwissenschaft, die im Rahmen der Physik und der Astronomie die Struktur des Weltalls und deren Entwicklung erforscht, insbesondere auch die Entstehung der Materie. Die Kosmogonie als Teildisziplin behandelt speziell den Anfang des Weltalls aus einer energetischen Singularität. Die Kosmologie untersucht zudem die weitere Entwicklung des raumzeitlichen Gefüges bis hin zu dessen Stillstand oder Rückkehr zu einer Singularität (Steady-State-, Urknall- und Zykel-Theorien).
Kosmogonie und Kosmologie sind jedoch im Allgemeinen keine klar voneinander abgegrenzten Begriffe; sie werden sowohl in mythischen als auch in philosophischen Zusammenhängen oft anders verwendet.
In diesem Artikel geht es hauptsächlich um Mythologie. Religiöse Mythen vom Ursprung der Welt behandelt auch der Artikel Schöpfung.

## Unterscheidungen
Alle Kulturen der Menschheit sind im Besitz mythischer Erzählungen, die seit jeher von einer Generation zur nächsten weiter gegeben werden. Sie wandelten sich im Laufe der Jahrzehntausende, indem zu den ältesten Berichten neuere hinzukamen, die jeweils ein besonderes Ereignis kennzeichnet. So handeln die Mythen der Menschheit von einer Abfolge verschiedener Zeitalter. Levi Strauß stellte hierbei fest, dass weltweit jede Kultur einen Katalog von Mythen tradiert, der sich immer in sechs Abschnitte untergliedert, die sog. Mytheme. Das erste Mythem gilt immer als Inbegriff des Glücks auf Erden, welches aber im zweiten von einem politischen Konflikt erschüttert wird (obere, himmlische Götter geraten in Streit mit unteren, irdischen Göttern) und nach und nach vollständig verloren ging.
Dieses erste Mythem berichtet stets, wenngleich auf verschiedene Weise, vom Anfang der Welt – entspringend aus einer monistischen Instanz wie einem Fluss oder einem Weltenbaum – und damit den der Kultur, deren Denker und Dichter die jeweilige Vorstellung ersannen. Ob bewusst oder unbewusst: Kosmogonischen Mythen hauchen der Welt „Sinn“ ein, indem sie alle spätere hinzugekommenen Erfahrung mit dem „Anfang von allem“ in Beziehung setzen. Dabei schildert der Mythos eine Realität, die den Autoren und ihren Zuhörern als Erklärung des Weltgeschehens genügte (subjektive Wahrheit).
Der Unterschied zu einer philosophisch-wissenschaftlichen Kosmogonie besteht darin, dass die Schöpfungsmythen nicht hauptsächlich rationale Einsicht in die Zusammenhänge anstreben oder bieten, sondern den lebensspendenden Aspekt ihrer Weltanfangs-Vorstellungen zum zentralen Gegenstand haben, sei es ein großer Fluss, ein Früchte tragender mächtiger Baum oder die Himmel und Erde noch unsichtbar in sich vereinigende Regenbogenschlange der Urvölker Australiens, die, indem sie vom Schlaf erwachte, sich zu bewegen und die Welt zu erschaffen begann.
Die Urmythen der Menschheit sind rein „animistisch“ (Anthropomorphisierung von der männliche Himmel und die weibliche Erde mittels projizierter menschlicher Eigenschaften wie Überblick und Gebärvermögen) und somit wesensverschieden von den „religiösen“ Kosmogonien. Letztere übernehmen zwar Teile der uranimistischen Erzählungen – die mosaische Genesis etwa den Schaluppu-Baum des Lebens und kosmischen Süßwasserozean der Sumerer –, sie bedrohen aber die Menschen mit Strafen im Falle von Verstößen wider spezielle Verhaltensvorschriften und fordern – als religiöse Tugend – Ergebung. Der Mensch soll sich der Allmacht des Höchsten der 'guten' Götter und den 'bösen', als sein Racheinstrument dienenden Dämonen (welche unterirdisch hausen) unterwerfen, nicht fragen nach dem Warum. Das „Leiden“ hat einen absurden Sinn (z. B. den der Strafe für die Erbsünde); die „Erlösung“ wird auf das Jenseits nach dem Tode verschoben.
Die philosophische Kosmogonie der griechischen Vorsokratiker begann spekulativ unter Bezug auf weit ältere mythische Vorstellungen. Beispielsweise existiert ein deutlicher Zusammenhang zwischen Thales’ Wasserwelt-Theorie und dem sumerischen Apsu. Der Vorsokratiker Parmenides überrascht mit der modern anmutenden Theorie eines Kosmos, der aus einer Entität seinen Anfang genommen habe und dahinein auch wieder enden werde. Diese Annahme entwickelte er auf dem Wege rationalen Denkens über die Beschaffenheit der Wahrheit sowie deren Abweichung, das nur noch „Wahrscheinliche“. Im Abstand von knapp 100 Jahren mündete dies in die Entwicklung der Ideen-Lehre Platons.
Am Beginn der Neuzeit war es René Descartes, der erstmals ein Weltentstehungsmodell auf Grundlage einer rationalistischen Metaphysik entwarf.
Auch in der heutigen naturwissenschaftlichen Kosmogonie ist der Ausgangspunkt derselbe: die Entstehung der Welt liegt fernab einer Beobachtungsmöglichkeit am Anfang der Zeit in der Vergangenheit und ist im Experiment nicht wiederholbar. Die Urknalltheorie ist in der Wissenschaft zwar allgemein akzeptiert, die Singularität aber, aus der der Kosmos dieser Theorie zufolge begann, ist nicht an sich empirisch feststellbar. Die wissenschaftlichen Annahmen und Methoden beginnen ab einer bestimmten Grenze zu versagen. Insofern stellt die Singularität, die noch hinter dieser Grenze liegt, eine rein logische Schlussfolgerung dar. Sie wird aus Einsteins Gravitationstheorie lediglich errechnet, nicht faktisch festgestellt. Nur die Aussagen, die sich auf diese Singularität beziehen, können geprüft werden. Lassen sich anhand solcher Hypothese Phänomene erklären, oder Vorhersagen erstellen, die eintreffen, gilt sie als bestätigt und wechselt zum Status einer Theorie. Weichen die empirischen (Mess-)Befunde ab, wird die Hypothese angepasst oder gilt als widerlegt.

## Kosmogonische Mythen

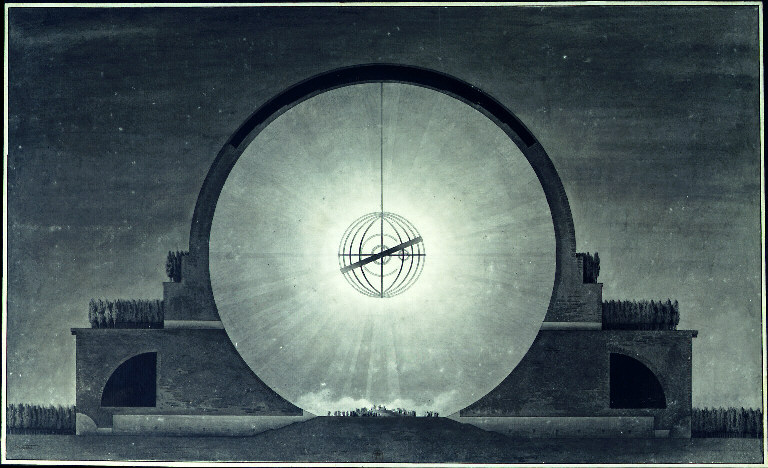
Kenotaph für Isaac Newton. Entwurf des Architekten Étienne-Louis Boullée 1784. Die Kugel symbolisiert das Universum.

Noch Isaac Newton (1643–1727) unterschied zwischen universal gültigen Naturgesetzen und kosmogonischen Urgründen, zu denen es Geschichten, aber keine Erklärungen geben konnte. Hinter den Naturgesetzen sah Newton ein fortgesetztes Wirken Gottes (creatio continua). Ein außen stehender Gott musste regelmäßig der Welt einen Schubs geben und mit Kometen eingreifen, um die sich verändernde Gravitationskraft zwischen den Planeten auszugleichen. Das Einwirken der göttlichen Kraft auf die Welt entspricht einem Uhrmacher, der sein Erzeugnis ständig nachstellen muss, damit es richtig funktioniert. Ansonsten würde die Menschheit untergehen.
Der anglikanische Erzbischof James Ussher (1581–1656) hatte in seiner 1650 veröffentlichten Ussher-Chronologie den Ursprung der Welt auf den 22. Oktober 4004 v. Chr. um 6 Uhr nachmittags berechnet. Andere zeitgenössische Autoren kamen zu ähnlichen Ergebnissen. Zu den postum veröffentlichten Schriften Newtons gehört The Chronology of Ancient Kingdoms Amended. Hierin stellte er eine Chronologie der Weltgeschichte auf und nahm die Datierung von Ussher vor Kritikern in Schutz, die zuvor bereits den Segen der Kirche von England erhalten hatte. Aus der biblischen Offenbarung des Johannes und dem Buch Daniel berechnete Newton in einer apokalyptischen Schrift (Observations upon the Prophecies of Daniel, and the Apocalypse of St. John) den Weltuntergang, der demnach im Jahr 2060 stattfinden soll.
Mythen sollen wahr sein: Dieser Anspruch unterscheidet sie von Märchen und anderen Formen von Phantasieerzählungen. Aus den Mythen über den Ursprung der Welt, das Werden der Dinge, von Menschen und Tieren ergibt sich im Zusammenhang die Herkunftsgeschichte der eigenen Gesellschaft. Im Anfang war stets ein ungeschiedenes Ganzes, ein Urstoff oder ein Urwesen, im simpelsten Fall ein Ei, das zerbricht und sich in Himmel und Erde teilt. Nach diesem Urzustand ist die Welt nicht mehr vollkommen, aber das, was sich teilt, ergibt etwas Geordnetes.
Nun folgt die Zeit der Ahnen. Deren Ursprungsmythen berichten aus einer Urzeit abgetrennt von der eigenen Zeit und von Mächten, die von außerhalb der eigenen Welt wirken. Daher rührt der besondere Respekt, den die „Heiligen Geschichten“ aus dem „paradiesischen Zeitalter“ genießen. Es gibt auch Mythen von einer periodisch wiederkehrenden Schöpfung aus dem Urzustand (der „Traumzeit“), die begründen, dass die Gesellschaft immer aufs Neue weiterleben kann. Die Kosmogonie der Welt wiederholt sich bei der Menschwerdung. Die in der Urzeit noch auf der Erde wandernden Heroen brachten den Menschen alle Kulturtechniken einschließlich der sozialen und religiösen Rituale bei. Diese Vorfahren aus dem Paradies zogen sich nicht ganz zurück, sondern nehmen noch gelegentlich von außerhalb Einfluss. In manchen rituellen Orgien sind für kurze Zeit gesellschaftliche Verbote aufgehoben, durch das Prinzip der Wiederholung erinnern sie an die glückliche Welt der Ahnen. In der zur Wintersonnenwende gefeierten Fastnacht steckt noch dieser Kern.
Das Resultat eines Weltschöpfungsmythos ist kein Kosmos im rein naturwissenschaftlichen Verständnis, sondern eine Welt, in der die wesentlichen sozialen und kulturellen Institutionen bereits verankert sind und deren Einführung häufig im Mittelpunkt der mythischen Erzählung steht. Zu den auf den mythischen Ursprung zurückgeführten Institutionen einer Kultur gehören Opfer, Kultfeste, gesellschaftliche Hierarchie, Ackerbau und Viehzucht.

### Bedeutung und Struktur
Für Karl Jaspers wird mit der Teilnahme am Mythos von der Schöpfung bis zum Weltende und wieder Neubeginn „die Welt als Erscheinung einer transzendenten Geschichte“ gedacht, als „vorübergehendes Dasein im Gang eines überweltlichen Geschehens“.
In der Struktur des Mythos sind zugleich rationale wie irrationale Elemente beheimatet; auch der Mythos schließt Erklärung mit ein; es geht nur darum, herauszufinden, an welcher Stelle.

### Afrikanische Mythen
Die Erschaffung der Welt ist in der afrikanischen Mythologie kein zentrales Thema. Es bestand immer schon eine ungeformte Urwelt. Selbst die in den meisten Gesellschaften bekannten Himmelsgötter sind im Lauf der Zeit in die Ferne gerückt und haben Platz für die eigentlichen Akteure gemacht: die direkten Nachkommen dieser Hochgötter, die in deren Auftrag mit der Erschaffung der Menschen beschäftigt sind. Erdgötter und sonstige untere Gottheiten üben einfachere Hervorbringungen aus, bei denen Menschen aus Bäumen oder Felsspalten hervortreten. Näheres zur enormen Bandbreite afrikanischer Weltordnungs- und Erklärungsvorstellungen im 

### Ägyptische Mythen
Eine der ägyptischen Schöpfungsmythen stammt aus Heliopolis. Am Anfang war kein Nichts, sondern es existierte ein formloses Chaos als Urwasser. Die heliopolitanische Kosmogonie der weltlichen Schöpfung versteht Atum als Lichtgott, der als Sonne während seines ersten Sonnenaufgangs das irdische Leben noch in sich trug. Aus ihm heraus entstanden durch Trennung die göttlichen zwei Geschlechter Schu, Gott der Luft, und Tefnut, Göttin des Feuers. Im Glauben der Altägypter waren das Diesseits und Jenseits (Duat) auch die Schöpfung von Atum. Doch während Re in Heliopolis die Sonne des Tages war, wurde Atum bei Sonnenuntergang und in der Nacht als abendliche Erscheinungsform des universellen Sonnengottes verehrt.

### Weltenberg
In die Zeit des ägyptischen Mythos des aus dem Meer entstandenen Urberges gehört auch die Vorstellung desselben Weltenberges und einer Insel, die sich inmitten des Chaos bildet, bei den Sumerern im Zweistromland. Dort wurde sie in der Zikkurat versinnbildlicht, einem breiten, aus Ziegeln errichteten Tempel in Stufenform. Eine solche Zikkurat, die Himmel und Erde als kosmisches Ganzes darstellen sollte, war wohl auch der biblische Turmbau zu Babel.
In vielen Regionen Asiens gibt es den Mythos vom Weltenberg, der gelegentlich wie beim heiligen Berg Kailash geografisch in Tibet verortet wird. Der Ausgangspunkt des asiatischen Weltenberges liegt im mythologischen indischen Berg Meru, der seine in Architektur übertragene Entsprechung in den hinduistischen Tempelbergen oder in den buddhistischen Stupas wie etwa dem Borobudur in Indonesien fand. Mit der Besteigung des heiligen Berges nähert man sich nicht nur dem Mittelpunkt der Welt, sondern auch dem Ausgangspunkt der Schöpfung. Die steilen Stufen nach oben führen über hohe Terrassen in verschiedene Stockwerke des Himmels. Einen ebenso wichtigen Symbolwert hat die getreppte Basis eines Tempels, oberhalb welcher der „reine Bereich“ beginnt. Auch Tempel, die primär für die Verehrung des Herrschers gedacht waren wie der nordafghanische Feuertempel Surkh Kotal folgten diesem Stufenplan.

### Mesopotamische Mythen

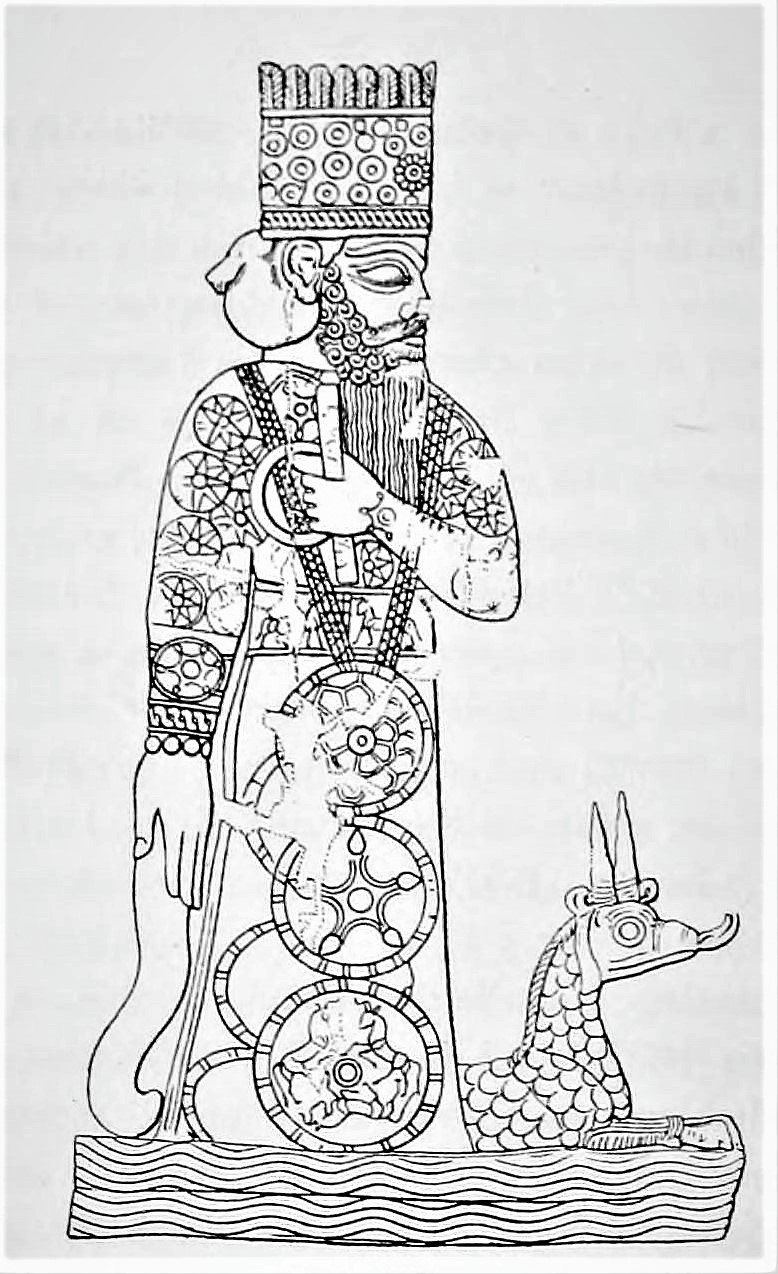
Marduk und der weibliche Drache Tiamat, Wasserschlange mit Doppelzunge. Zeichnung nach einem babylonischen Rollsiegel

Die sumerische Überlieferung Prolog des Streitgespräches zwischen Himmel und Rohr berichtet, wie der Himmelsgott Anu die Erde begattet, die nach dem erfolgten Akt die Pflanzen hervorbringt. Das babylonische Bild vom Weltenei als das ursprüngliche Ganze basiert auf älteren sumerischen Mythologien. Im kosmischen männlichen Süßwasserozean Abzu befindet sich das weibliche Salzwasserweltmeer Tiamat. In ihrer innigen, unaufhörlichen Verbindung zeugen sie mehrere Götter und die eiförmige Welt, die sich in Himmel (oben) und Erde (unten) teilt.
Ein typisches Beispiel für die Zweiteilung eines Urwesens und eine der kosmogonischen Überlieferungen stammt aus Babylonien. Sie ist in der umfangreichen Dichtung Enûma elîsch aus etwa dem 13. Jahrhundert v. Chr. erhalten. Der Gott Marduk tötete, als „Himmel und Erde noch keine Namen hatten“ und die Urwasser noch miteinander vermischt waren, in einem Generationenkampf die als Seeungeheuer dargestellte Tiamat, zerteilte sie und schuf aus ihr Himmel und Erde. Später wird ein von Tiamat geschaffener Dämon und Widersacher Marduks geopfert, damit aus seinem Blut die Menschen erschaffen werden können. Am Ende gelingt es Marduk, das durch Scharen von Ungeheuern aufgewühlte Chaos zur vollkommenen Ordnung zu bringen.

### Jüdische Mythen
In der babylonischen Kosmogonie entstehen die Unterwelt und die Menschenwelt aus dem Dualismus der Geschlechter, während in der Schöpfungsgeschichte des Alten Testaments die Welt aus dem Nichts und dem geschlossenen Einen darin, dem Schöpfergott hervorgeht.

### Griechische Mythen
Ein Mythos wird nach griechischem Vorbild zumeist als Dichtung verstanden. Die griechische Dichtung wurde zwar gründlich beschrieben und analysiert, dennoch fehlt die Kenntnis des lebendigen Mythos als religiös-kultische Praxis. Somit wird es schwierig, die zugrunde liegenden Wertmaßstäbe richtig einzuschätzen.
Nach einer Geschichte des Orpheus war am Anfang die Nacht Nyx, ein Vogel mit schwarzen Flügeln. Aus dessen vom Wind befruchteten Ei entsteigt der Liebesgott Eros mit goldenen Flügeln. Das Ei lag noch im Chaos (Anfangsbedeutung: „leerer Raum“), umgeben von Nacht und Finsternis, der Erebos. Die Geschichte hat Varianten: im Ei lagen Okeanos, ein Flussgott und bei Homer Ursprung der Götter, und die Meeresgöttin Thetys. Von diesen Urgöttern entstammen 3000 Söhne, die Flüsse, und ebenso viele Töchter. Bei Hesiod sind es später 40 Töchter, darunter Aphrodite, die Liebesgöttin, die auch als Tochter des Kronos oder älteste Moira gilt. Die Verzweigungen sind zahllos; es gibt auch weitere Ursprungsgeschichten.
Zuerst war das Chaos da. Nach der Erzählung von Hesiod entstand danach die Erdmutter Gaia, die Uranos gebar, den Himmel über ihr, Pontos, das Meer und Eros. Himmel und Erde zeugten Riesen, drei einäugige Kyklopen und ein Dutzend Titanen, deren jüngster Kronos war, dessen Schwester und Gemahlin, die Titanin Rhea, Göttervater Zeus gebar.
Ein Sohn des Titanen Iapetos ist der Riese Atlas. Bei den Hesperiden im fernen Westen trägt er nach der Trennung von Himmel und Erde die Himmelskuppel auf seinen Schultern.

### Nordgermanische Mythen
Bei den überlieferten germanischen Mythen ist zwar eine umfassende Konzeption vorhanden, diese wurde jedoch von christlichen Historikern aus dem 13. Jahrhundert niedergeschrieben und damit 200 Jahre nach Einführung des Christentums in Skandinavien. Aus der vorhergehenden Zeit, als die Mythen der verschiedenen germanischen Völker noch lebendig waren, liegen bis auf einige kurze Runentexte keine eigenen schriftlichen Quellen vor. Wichtigste Überlieferung ist die Snorra-Edda, eine Handschrift von 1270, die mythologische Texte aus dem 10. bis 12. Jahrhundert sammelt und thematisch ordnet. Die in vorchristlicher Zeit mündlich tradierten Mythen liegen somit nur aus der Erinnerung und in mindestens zweifacher Brechung vor. Der Herausgeber Snorri Sturluson gewichtete die Götterwelt und bezog sie auf den dominierenden Gottvater Odin, einen der zwölf die Welt beherrschenden Asen. Wichtigstes Thema in mehreren Edda-Gedichten ist die Kosmogonie. Der Weltenbaum findet auch hier seine Entsprechung, ebenso die Sintflut und die Zerstückelung des Urriesen, aus dessen Körperteilen die Welt entsteht (wie in vielen asiatischen Hochkulturen und – als Ausnahme – bei den Dogon in Afrika).

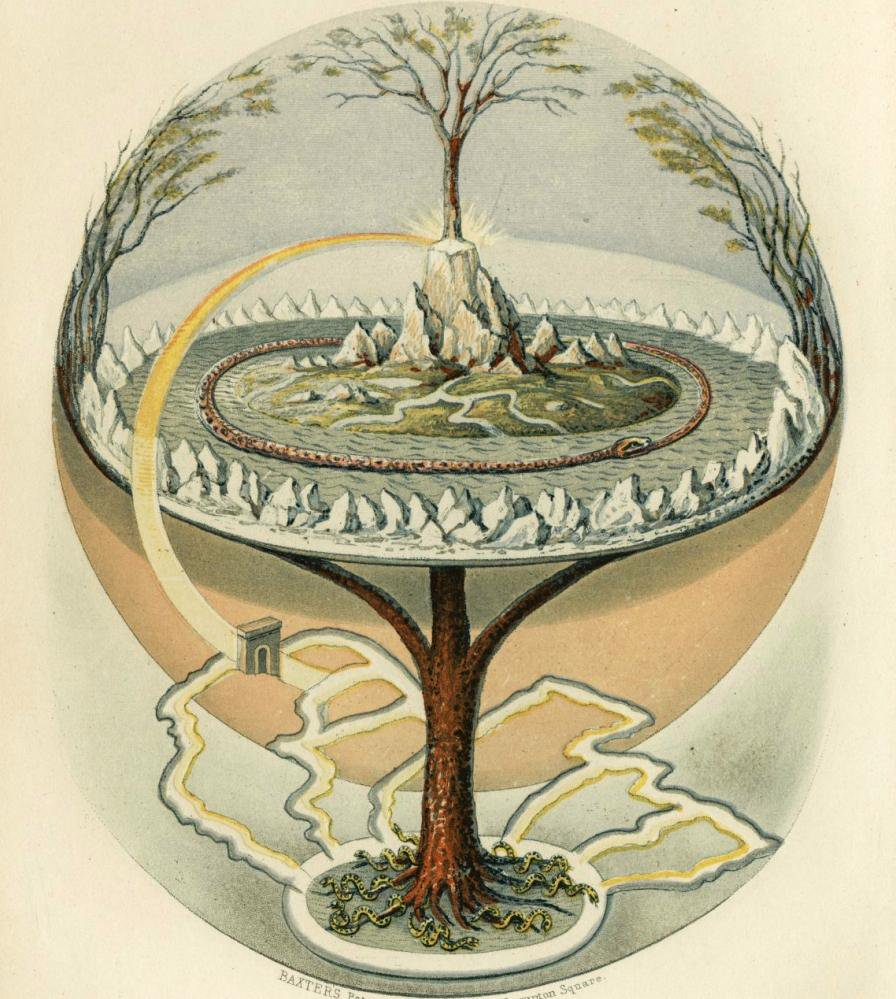
Weltenesche Yggdrasil. Gemälde abgebildet in einer englischen Ausgabe der Snorra-Edda von 1847

Bei einst aus dem flachen Sibirien eingewanderten Völkern wird deren Vorstellung von der Erde als Scheibe (Midgard) verständlich. Die Scheibe wird von der Weltenesche Yggdrasil gehalten. Diese Raumvorstellung konkurrierte ab dem 6. Jahrhundert bis ins Mittelalter mit dem aus der griechischen Antike stammenden und in den germanischen Kulturkreis vordringenden Konzept einer gewölbten Erde. Dass beide Vorstellungen zur selben Zeit verbreitet waren, zeigen Sprachvergleiche. Der griechische Begriff für „Kugel, Ball“ ist sphaira, lateinisch spera (daher „Sphäre“) und wurde althochdeutsch mit schibelecht, also dem Begriffsfeld von „Scheibe“ übersetzt, dagegen beschrieb Notker III. Anfang des 11. Jahrhunderts in seinen Übersetzungen antiker lateinischer Texte das Weltbild einer gewölbten Erde, wobei er es für unklar hielt, ob auch die untere Hälfte von Menschen bewohnt würde.
Der älteste Urzeitriese war (in der Völuspá) Ymir: Urzeit war es, | Da Ymir hauste. | Nicht Sand war noch See, | Noch salzige Woge, | Nur gähnender Abgrund | Und Gras nirgends. (in Karl Simrocks Übersetzung). Ymir war aus der Vermischung zweier Elemente entstanden. Eiswasser aus der kalten Nordwelt Niflheim vereinigte sich mit Feuerstrahlen aus dem heißen Süden, wo der Riese Muspell herrscht. Die beiden gegenüberliegenden Orte existierten bereits vor der eigentlichen Weltentstehung. Die Flüsse Élivágar entsprangen im Zentrum von Niflheim und füllten die bisher leere Schlucht Ginnungagap mit Eis. Von der anderen Seite strömte heiße Luft und schmolz das Eis, aus dem der Urriese entstand.
Von den Körperteilen Ymirs stammen später die Riesen, Menschen und Götter ab. Aus geschmolzenem Eis entstand neben Ymir die Ur-Kuh Audhumbla, die ihm Nahrung gab und so zur Lebensspenderin und zu einem Fruchtbarkeitssymbol wurde. Aus ihrem Euter flossen vier Milchströme; sie selbst ernährte sich von Salz, das in den Eisblöcken enthalten war. Es geschah, dass beim Lecken des Eises ein menschliches Wesen namens Buri zum Vorschein kam. Buri gebar einen Sohn, Börr, aus dessen Verbindung mit der Eisriesin Bestla, die von Ymir abstammte, die drei Götter Odin, Vili und Vé hervorgingen. Aus dem Schweiß von Ymirs linker Achselhöhle bildeten sich ein Mann und eine Frau, die erste Generation der Eisriesen. Sie waren älter als die von Buri abstammenden Götter und bedrohten ständig deren Herrschaft. Die Söhne Börrs (anderswo sind es die drei Götter selbst) töteten den Riesen Ymir. Aus den Teilen seines Körpers entstand die Welt: Aus dem Blut wurde das Meer, aus seinem Fleisch die Erde, die Knochen wurden zu Bergen und die Hirnschale wurde zum Himmel, der von vier Zwergen gestützt werden musste. Durch die schmerzvolle Tat wurde der Übergang von der Urwelt in die Menschenwelt vollzogen, die nun eingerichtet werden konnte. Auf dem gespannten Himmelsgewölbe bildeten sich aus Sonnenfunken die Sterne und die Götter legten den Rhythmus von Nacht auf Tag fest. Es folgen Beschreibungen, wie die Wohnung, wie der Palast der Götter eingerichtet wird. Dann fällt den Göttern auf, dass noch keine Menschen erschaffen sind.

### Finno-ugrische Mythen
Die Schöpfungsmythen der finno-ugrischen Völker weichen in der Ausgestaltung voneinander ab und haben keine gemeinsame Konzeption entwickelt. Allein der estnische Schöpfungsmythos wurde in 150 Variationen aufgezeichnet. Dennoch stehen aus anderen Weltgegenden bekannte (und oben erwähnte) Symbolbilder in Osteuropa und Nordasien im Mittelpunkt der mythologischen Ordnung: das kosmische Ei, der Weltenbaum, den Himmel tragende Säulen und die Trennung von Himmel und Erde. Die Schaffung der Erde scheint in den finno-ugrischen Mythen überall bereits als vorhanden vorausgesetzt, sonst könnte nicht als Erstes ein Adlerweibchen über das Wasser fliegen, auf der Suche nach einem trockenen Ort, um seine Eier abzulegen. Nur das Knie des schlafenden Zauberers Väinämöinen ragte aus dem Wasser. Der Vogel hielt das Knie der Hauptfigur aus dem finnischen Nationalepos Kalevala für Land, legte seine Eier darauf ab und begann zu brüten. Als Väinämöinen von einem Jucken an seinem Knie aufwachte, fiel das halbausgebrütete Ei ins Wasser und zerbrach. Aus dem Eidotter wurden Sonne und Mond, aus der festen Schale wurden Erde und Sterne. Kennzeichen der finno-ugrischen Völker war der Glaube an die Macht von Zauberern. Für den früher weit verbreiteten Schamanismus galt der Adler als Vater des ersten Schamanen und der im Ritual imitierte Vogelflug als Reise zum jenseitigen Ursprung.
Im ersten Väinämöinen-Gesang des Kalevala entstand die Welt aus dem Ei einer Ente, die auf dem über das Urmeer ragenden Knie der Wassermutter, die vordem die Luftgöttin Ilmatar gewesen war, brütete. Aus dem Nest fielen gleich mehrere Eier, aus denen Erde, Himmel, die Gestirne und Wolken entstanden. Väinämöinen wurde erst jetzt als Sohn der Wassermutter geboren und erwarb Zauberkräfte; wie er sie anwandte, wird ab dem zweiten Gesang geschildert. Eines der sieben Eier war aus Eisen, woraus eine dunkle Gewitterwolke entstand. Der kürzeste estnische Schöpfungsmythos fasst zusammen: Der Sonnenvogel baute auf dem Feld ein Nest und legte drei Eier hinein. Aus einem wurde die Unterwelt, aus dem zweiten die Sonne am Himmel und das dritte ergab den Mond. Die Entstehung dieser estnischen Mythen wird im 1. Jahrtausend v. Chr. vermutet. Zu dieser Zeit wurden sie in ein Versmaß (estnisch: regilaul) gebracht und sind bis heute nationales Kulturgut. Felszeichnungen der Region, die eierlegende Vögel zeigen, werden als mythologische Abbildungen gedeutet und in das 3. Jahrtausend v. Chr. datiert.
Den Aufbau der Welt schildert: Finnische Mythologie.
Bei den Samojeden, die im Norden Russlands ursprünglich Rentiernomaden waren, flog ebenfalls ein suchender Vogel über das Wasser dahin. Der oberste Gott Num schickte nacheinander mehrere Vögel los, bis einer in seinem Schnabel etwas Erde vom Meeresgrund brachte. Daraus formte Num eine auf dem Wasser treibende Insel, die letztlich zur festen Erde wurde. Die Schöpfung scheint in Etappen erfolgt zu sein, denn in zahlreichen Mythen tritt ein Held auf, dessen Aufgabe es war, Sonne und Mond in gefahrvollen Unternehmungen zu „befreien“ und an ihre Position zu bringen, damit es hell werden konnte. Der Held hatte mit magischen Mitteln gegen Geister und ein Ungeheuer zu kämpfen. Aus einem Stein, den er auf sie warf, bildete sich ein riesiges Gebirge. So erklärt sich die Entstehung des Ural.
Eine unterschiedlich vorgestellte Gottheit (bei den Finnen eine Frau, bei den Samojeden ein bösartiger Riese) bestimmte mit einem Zauberinstrument das Schicksal der Menschheit. Das im Kalevala Sampo genannte Gerät musste in heldenhaften Kämpfen, die unterschiedlichen Ausgang hatten, in Besitz gebracht werden. Sampo heißt auch die Säule, die das finnische Universum trägt. Die Vorstellung, dass der Himmel von Säulen getragen wird, war in der gesamten Region verbreitet. Kultstätten lagen auf Anhöhen; der dort aufgestellte Lebensbaum kann als Symbol der den Himmel tragenden Säule verstanden worden sein. Der Weltenbaum verbindet Unter-, Mittel- und Oberwelt. Dessen Spitze erreicht den Nordstern, um den der Himmel rotiert. Dazu passt, dass Samen einzeln stehende Steine als Weltsäulen verehrten. Wie diese Säulen entstanden sind, schildern ebenfalls Mythen. Zur kosmischen Urzeit war der Himmel nur so hoch wie das Dach des Zeltes oder der Hütte. Wieder musste die Trennung von Himmel und Erde als wichtigstes Ordnungsprinzip herbeigeführt und das Hinüberschreiten zwischen beiden Bereichen unterbunden werden. Dieses ist seither nur noch Schamanen in Trance möglich. In einer Geschichte beklagte sich eine Frau über zu viel Rauch oder Nebel in der Hütte, die himmlischen Wesen wurden darüber verärgert und schickten einen Riesen, um den Himmel bis auf die jetzige Höhe anzuheben. Aufgestellte Steine, die als heilig gelten, sind mikrokosmische Wiederholungen des Weltmodells. Dasselbe galt bei zahlreichen finno-ugrischen Völkern für den zentralen Pfosten des Hauses oder des Zeltes, wobei in den Zelten (Tschum) der Samojeden anstelle des verehrten Mittenpfostens im Winter ein Ofenrohr trat.

### Indoiranische Mythen
Ein vollständiger Aufbau des Kosmos wird bereits in den Gathas, den ältesten Hymnentexten des iranischen Avesta, geschildert. Zu Beginn treten sich zwei Mächte gegenüber: die rechte Weltordnung (Asha) und das Böse schlechthin. Beides sind Aspekte des auch in den indischen Veden bekannten Windgottes Vayu. Er verkörpert die Weltachse im Zentrum von Himmel und Erde. Hinter der Kosmogonie steht ein treibendes Prinzip, das im mikrokosmischen Bereich der menschlichen Hauchseele entspricht. Makrokosmisch wird die Welt als Körper der Gottheit oder als kosmischer Urmensch, der von einer Gottheit geboren wurde, verstanden. In der mittelpersischen Literatur, besonders im Bundahischn, wird ausführlich die Schwangerschaft des Schöpfergottes beschrieben. Als der Urmensch nach 3000 Jahren geboren wird, kommt mit ihm die Welt aus der Gottheit hervor. Aus jedem Körperteil des Urmenschen entsteht ein Teil der sichtbaren Welt. Der Kopf wird zum Himmel, die Füße werden zu Erde, aus seinen Tränen bildet sich das Wasser, aus seinem Haar die Pflanzen, aus seinem Verstand das Feuer. In der Symbolik von Mikrokosmos und Makrokosmos verkörpert der einzelne Mensch die Welt im Kleinen und die gesamte Welt ist nur ein riesiger Mensch. Diese Vorstellung durchzieht das indische philosophische Denken; sie zu erkennen gehört zum theoretischen Weg der Erlösung in den indischen Religionen.
In Indien heißt das menschengestaltige Urwesen, durch dessen Selbstopfer die Welt entsteht, Purusha. Sein Schöpfungsmythos wird im Purusha sukta geschildert, der im Rigveda enthalten ist. In der iranischen Mythologie lebt die Vorstellung dieses Urmenschen möglicherweise noch in Yima und Gayomarth fort.
Von wesentlicher Bedeutung ist die Dreizahl; so verbringt der altiranische Urmensch 3000 Jahre als Fötus im Bauch des Gottes, 30 Jahre lebt er als Mensch und seine Größe beträgt drei nāy. Als die Erde existiert, ist sie bald zu klein, deshalb sorgt Yima in drei Schritten dafür, dass sie ausgedehnt wird. In der altindischen Vorstellung setzt sich der Körper der Schöpfergottheit aus den sechs Elementen Äther, Wind, Feuer, Wasser, Erde und Pflanzen zusammen. Diese entsprechen im Zoroastrismus den Elementen Feuer, Metall, Erde, Wasser und Pflanzen. Im Iran ist Äther durch Metall ausgetauscht und das sechste Element Wind wurde vermutlich ursprünglich zu den Lokalgöttern gerechnet. In der indischen und der iranischen Mythologie besteht der Körper des Urwesens aus diesen Elementen, die zusammen den Kosmos bilden. Im Zoroastrismus ist Ahura Mazda der Schöpfergott, im Manichäismus heißt der Urmensch Ohrmizd (Hormizd). Beide stehen dem Bösen gegenüber, das sich in Ahriman verkörpert.
Das umgebende Weltall wird kugelförmig oder eiförmig gedacht, der Urmensch ist genauso breit wie lang. In der mandäischen Textsammlung Genza geht es um die Auffahrt der Seele in ihr ewiges Heim nach dem Tod des Menschen. Im 26. Traktat wird über die Schöpfung der Welt ausgesagt. Demnach ist die Erde ein von drei Seiten von Meer umspülte Landfläche, die sich nach Süden absenkt und sich im Norden, wo das umgebende Meer fehlt, zu hohen Bergen auftürmt. Von dort fließt das Leben bringende Wasser herab.

### Indische Weltalter und Wiederholung

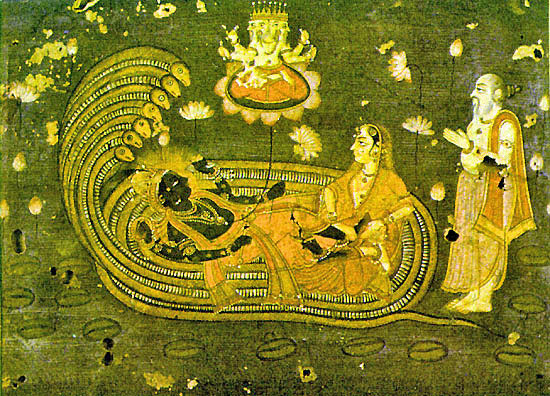
Vishnu-Narayana ruht auf der Schlange Shesha im Urozean zwischen zwei Weltperioden, aus seinem Nabel entlässt er als erste Schöpfung eine Lotosblüte, darauf sitzt Brahma. Gemahlin Lakschmi massiert demütig seine Füße, rechts als Begleitfigur ein anbetender Weiser. Malerei 18. Jahrhundert

Das Gesetzbuch des Manu beginnt, bevor die sozialen Verhaltensregeln für die vier Lebensstadien des Menschen dargelegt werden, mit der Beschreibung der Weltschöpfung. Die Welt war zu Anfang eine ruhende, undifferenzierte Finsternis, aus der eine sich selbst erschaffende Urkraft hervortrat. Zunächst erzeugte diese das Wasser und aus dem Samen, der ins Wasser fiel, entstand ein goldenes Ei. Aus dem Ei gebar diese Kraft sich selbst als Schöpfergott Brahma. Nachdem er ein Jahr lang nichts tuend in diesem Ei gewohnt hatte, teilte er es durch seine Willenskraft in zwei Hälften, schuf daraus Himmel, Erde und in der Mitte Luft, die acht Weltgegenden, den Ozean und die Menschen, die zu Anbeginn bereits in die vier Kasten eingeteilt waren. Damit sind die beiden wichtigsten Strukturen für die Menschen vorgegeben: die geografische Ortsbestimmung in der Welt und die hierarchische Eingliederung in die Gesellschaft.
Urprinzip ist die Einheit ohne Dualität. Vishnu liegt unbeweglich auf der Weltenschlange Ananta-Shesha am Grund des Ozeans und bewacht die Schöpfung. Wie Vishnu am Grund des Ozeans zur Schildkröte wird, als Basis für die Weltenachse, den Berg Mandara, der in Kreisbewegung versetzt die übrigen Dinge und Wesen der Schöpfung entstehen lässt, steht im
Es folgt die Erschaffung des Menschen, die als Übergang aus dem Urzustand in einem der ältesten kosmogonischen Mythen im Rigveda geschildert wird. Die Götter opferten den Urmenschen Purusha – was einfach „Mensch“ bedeutet, der mit seinen tausend Köpfen und tausend Beinen so groß war, dass er die ganze Erde umschlossen hielt. Ähnlich riesig stellt man sich auch die Weltenschlange vor. Der Mythos von beiden gelangte bis in die nordische Mythologie Skandinaviens, letztere als riesige Midgardschlange, der Urriese findet sich im Norden als Ymir wieder und als Gayomard in der mittelpersischen Schöpfungsgeschichte Bundahischn der Zoroaster. Aus dem Opfer des Urmenschen entstand die Menschenwelt: die Tiere, der Mond, die Sonne aus seinen Augen, die Luft aus seinem Nabel, aus seinem Kopf der Himmel, aus den Füßen die Erde, und zur Ordnung für die Menschen entstanden gleich die vier verschiedenen Kasten. Durch dieses Opfer konnten die Götter in den Himmel gelangen.

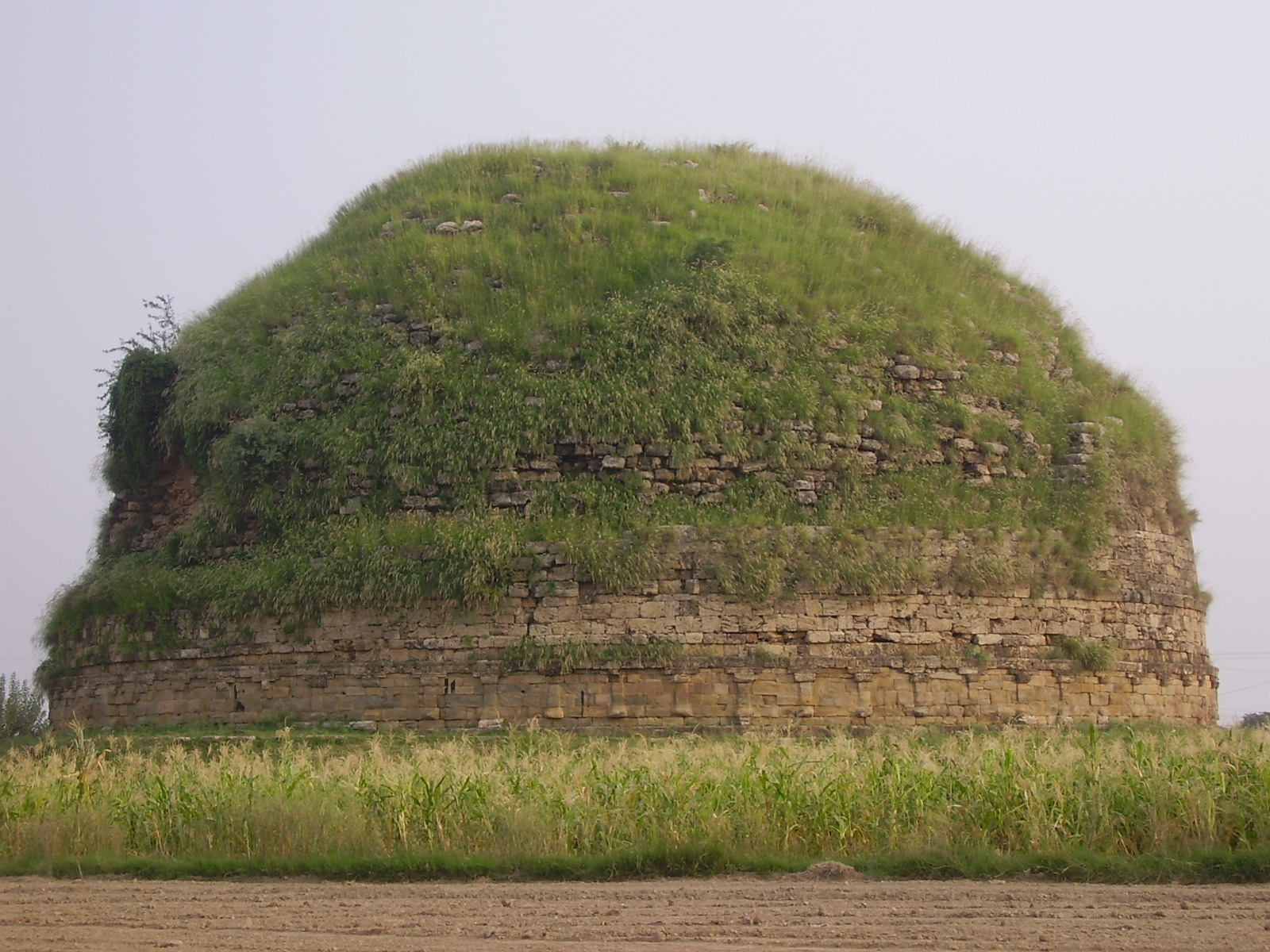
Maniakala Stupa beim Dorf Maniakala, 2 km westlich der Grand Trunk Road, 27 km südlich Rawalpindi, Pakistan. 2. Jahrhundert n. Chr., Gandhara. Urform des Stupa: Halbkugel auf zylindrischem Sockel.

Purusha wurde mit dem Kopf nach unten auf die flache Erde (Vastu) gedrückt, nach der Orientierung des kosmischen Mandalas ins Zentrum der Welt. Dieses Vastu-Purusha-Mandala wird in mittelalterlichen Architekturlehrbüchern überliefert und häufig in einem quadratischen Neun-Felder-Grundriss eingezeichnet, wobei im zentralen Feld Brahma und die Nabel-Mitte des Vastu-Purusha platziert sind. Der Vorstellung nach wird genau darauf jedes Bauwerk und besonders jeder Tempel errichtet. Der Bauvorgang wird als wiederholende Schöpfung betrachtet.
Nochmals zurück zum Urei: Der einfache Erdhügel als frühes indisches Totenmal erfuhr durch Buddha eine Wandlung zum Symbol der Erleuchtung. Erste buddhistische Stupas waren Erdhügel, später halbkugelförmige Steinmale und Abbild des Himmelsgewölbes. Sie wurden wegen ihrer Form und als Sinnbild des schöpferischen Prinzips mit dem Urei verglichen und als Anda („Ei“) ebenso benannt; Abbild einer Erlösungslehre, deren Ziel jenseits von Tod und Wiedergeburt liegt.
Dem indischen Erschaffen folgt im endlosen Kreislauf der Untergang. Der Weltzyklus ist in vier Weltalter (Yuga) aufgeteilt. Die heutige Welt ist das Kaliyuga, dessen Anfang für den 18. Februar 3102 v. Chr. angenommen wird. Diese präzise Angabe soll der Aussage eine höhere Glaubwürdigkeit verschaffen.

### Chinesische Mythen
Schöpfungsmythen und Geschichte wurden in China miteinander verwoben. Die Biografien der frühen Herrscher beginnen aus den Erzählungen mythologischer Helden und wurden mit dem Anspruch literarisch verarbeitet, als Begründung für das Konzept des Staatswesens dienen zu können. Volkstümliche chinesische Mythen der Weltentstehung wurden zu abstrakten Theorien entwickelt und sind zumeist in solcher Form überliefert, die Abläufe erscheinen als von weisen Urhebern geplant. Was in seiner Gesamtheit als chinesische Mythologie vorgestellt wird, sind Fragmente erhalten gebliebener volkstümlicher Erzählungen, die in unterschiedlichen Zeiten und Gegenden entstanden sind. Formlosere Mythen sind die älteren. Die Mythen entfalteten sich in der chinesischen Religion, die ihren Ursprung in der Ahnenverehrung hat.
Im Shan-hai ching („Buch der Berge und Meere“, verfasst 3. Jahrhundert v. Chr. bis 1. Jahrhundert n. Chr.), einer der ältesten mythisch-geografischen Beschreibungen und zugleich Quelle für Historiker, gibt es auf einem Berg einen gelben oder roten Vogel mit sechs Füßen und vier Flügeln, der kein Gesicht hat, aber tanzen kann. So wird das Chaos dargestellt; der Vogel kann auch der mythische Gelbe Kaiser Huangdi sein, der in der Mitte des Reiches herrschte und zum höchsten daoistischen Gott aufstieg.

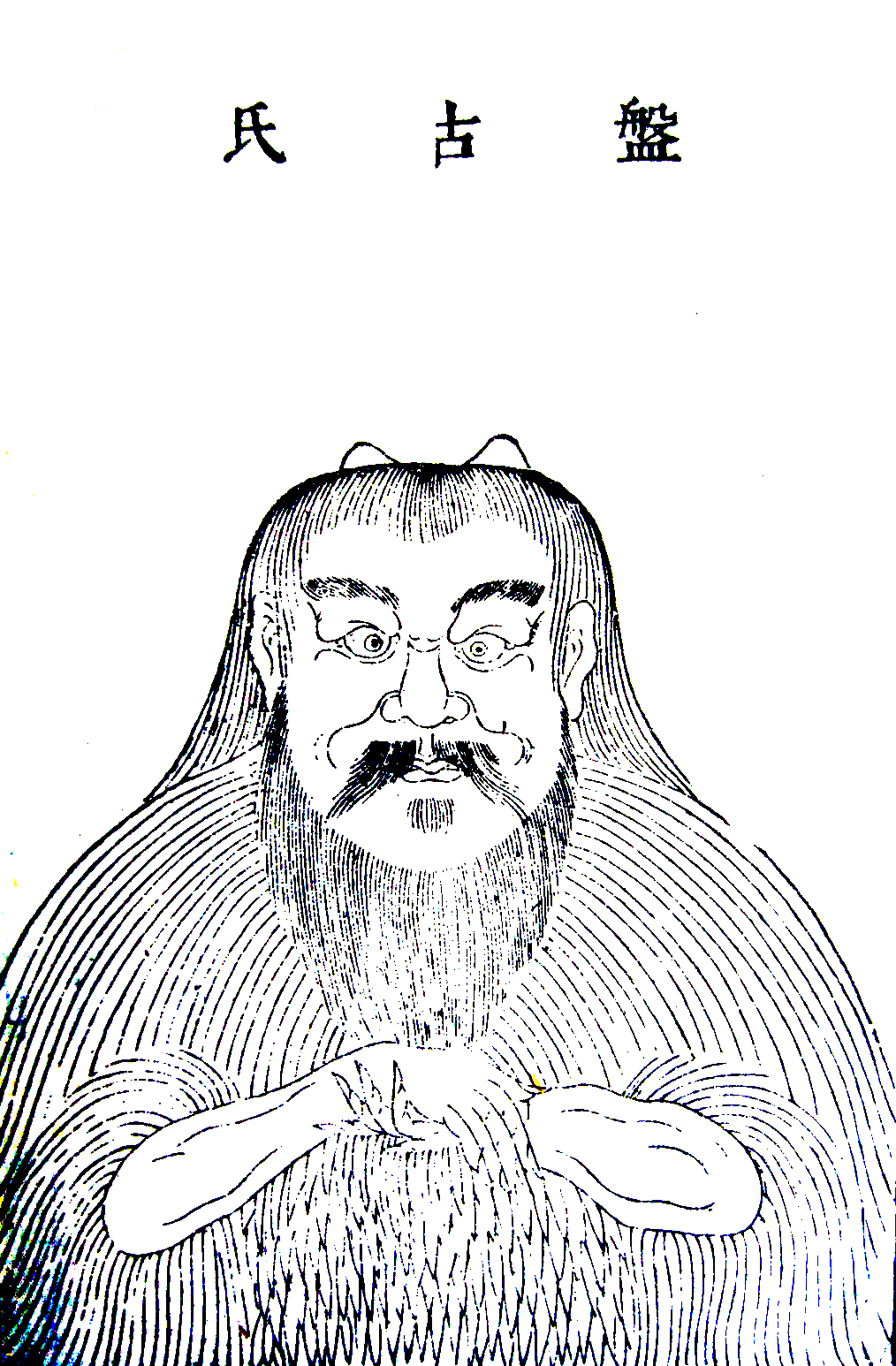
Der mythische Riese Pangu (盤古) im Sancai Tuhui (三才圖會), einem Lexikon von 1607, das Illustrationen zu den drei Weltgegenden Himmel, Erde und Menschen enthält

Die Mythen um den Riesen Pangu gehören zu den einfachsten und damit ältesten Formen kosmogonischer Mythen. Er wurde als Zwerg aus dem Urei, also dem Chaos geboren, das sich nach 18.000 Jahren in seine schweren und leichten Bestandteile zerlegte. Aus der unteren Hälfte wurde die Erde (Yin), aus der oberen Hälfte wurde der Himmel (Yang). So wie Pangu langsam zum Riesen wuchs – er wuchs jeden Tag 10 Fuß, dadurch verdichtete sich die Erde jeden Tag um 10 Fuß nach unten und der Himmel hob sich entsprechend – drückte er die Eierschalen immer weiter auseinander, bis er schließlich selbst auseinanderbrach. Es gibt lange und unterschiedliche Auflistungen, was aus seinen Körperteilen wurde: Aus seinen Augen wurden Sonne und Mond, aus seinem Kopf entstanden die vier heiligen Berge, sein Fett oder Blut wurde zu Meeren und Flüssen, aus den Haaren wurden Gras und Bäume, der Atem wurde Wind, Schweiß zu Regen, die Stimme zu Donner und die Flöhe auf seiner Haut wurden (nach einem späten Mythos) schließlich zu den Vorfahren der Menschen.
Zum asiatischen und auch afrikanischen Mythenbestand gehört, dass die Trennung von Himmel und Erde unumkehrbar gemacht werden muss, indem das beide verbindende Seil zerschnitten wird. Dass die Welt erst mit dem Tod von Pangu entstehen kann, erklärt eine Fortsetzung des Mythos, die Pangu nach der Trennung von Himmel und Erde zwischen beiden eingeklemmt schildert, er also wie das kosmische Seil eine Verbindung bildete, die erst zertrennt werden musste, bevor die Welt Bestand haben kann.
Aus der Vorstellung von Pangu, wie er aufrecht steht und Himmel und Erde voneinander fernhält, entwickelte sich das Strukturmodell der Welt mit einem gewölbten, runden und sich drehenden Himmel, der von vier Säulen getragen wird, die auf der quadratischen und unbeweglichen Erde ruhen. In manchen Mythen wird wiederum die Erde von acht Säulen von unten gehalten. Der Himmel ist in neun übereinander liegende Bezirke geschichtet, die durch von Tigern und Panthern bewachte Pforten getrennt sind. Am Rand der Welt dehnt sich das Nichts.
Diese geordnete Welt sieht ähnlich aus wie ein mit einem Baldachin überdachter Leiterwagen. Die Erde wird zum Boden des Wagens, der Mensch in diesem Zeremonialwagen bewegt sich über die Erde und gleicht der Sonne, die in einem Sonnenwagen ihre Bahn am Himmel zieht. Ähnlich vergöttlicht wurden Rathas, die indischen Tempelwagen. Von den vier Säulen erlangte eine besondere Bedeutung. Die Säule Pou-chou im Nordwesten der Welt wurde bei einem Angriff vom Wind bringenden Dämon Gong Gong (Kung Kung) erschüttert. Als Folge brach eine Sintflut herein. Die zweite Phase der Schöpfung begann erneut mit Ordnung schaffen, nachdem sich mit der Sintflut das uranfängliche Chaos wiederholt hatte. Die Göttin mit dem Schlangenleib Nüwa musste die überflutete und zusammengestürzte Welt wieder ordnen. Die Flut dämmte sie mit Schilfasche ein und die vier den Himmel tragenden Säulen stellte sie auf den vier Füßen auf, die sie der Schildkröte abgeschnitten hatte. Es folgte die Erschaffung der Lebewesen. Die ersten Menschen wurden von Nüwa aus gelbem Lehm geformt. Die Arbeit war anstrengend und dauerte ihr zu lange, deshalb tauchte sie einen Strick nur kurz in den Schlamm und machte dann daraus weitere Menschen. Die auf zweierlei Art entstandenen Menschen sind die Reichen und die Armen.

### Dayakische Mythen
Der babylonische Drachen Tiamat und das im übrigen Asien, in Europa und in Teilen von Afrika bekannte Seeungeheuer wird durch ähnliche Ursprungsmythen eingeführt. Sonnengott und vorweltlicher Drachen der Unterwelt bilden den Gegensatz und die Ausgangslage für einen Zweikampf. In den Mythen kämpft ein Vogel (gleich Sonne) gegen eine Schlange (auch Drache, gleich Wasser). Das Gegensatzpaar bietet die Gelegenheit, sich die zu erstrebende uranfängliche Vollkommenheit in der Vereinigung als mythisches Vogel-Schlange-Wesen vorzustellen. Der Vogel kämpft als der Erste gegen die Alte Welt und schafft dadurch die grundlegenden Strukturen für die neue. Dieser Erschaffungsmythos ist Vorbild für Geschichten, in denen ein Held aus der Fremde den alteingesessenen Drachen besiegt, damit neuer Friede im Land einkehren möge.
Gründlich untersucht, da von exemplarischer Bedeutung, wurden Religion und Totenzeremonie der Ngaju-Dayak in Kalimantan. Es ist ein lebendiger Mythos. Die uranfängliche Ganzheit war im Maul der zusammen gerollten Wasserschlange. Aus dem Zusammenstoßen zweier Berge entstand allmählich die Welt.
Die zwei Berge sind Götter und auch Sitz des personalisierten männlichen Gottes Mathala und der Göttin Putir, die Himmel und Unterwelt hervorbringen. Nach der Welterschaffung geschieht die Schöpfung des menschlichen Raums durch zwei Nashornvögel, die in nunmehr dritter Gestalt den beiden Göttern gleich sind. Die beiden Vögel kämpfen heftig in der Krone des Lebensbaums miteinander. Aus Teilen des beim Kampf zerfetzten Baums geht das Ahnenpaar der Dayak hervor. Am Schluss sind beide Vögel tot und auch der Baum ist zerstört.
Leben entsteht aus einer Polarität und zerstört dabei die uranfängliche Einheit. In den Übergangsriten wird der urzeitliche Kampf zweier Mächte nachgeahmt und die verlorene Ganzheit kurzzeitig wiederhergestellt. Modellhaft wird das Wohnhaus zum Universum. Es ruht auf der Wasserschlange, das Dach wird zum Götterberg.
Ein weit verbreitetes mythisches Bild ist der Lebensbaum als kosmische Achse im Mittelpunkt der Welt. In der Tradition eines australischen Volkes wurde ein Heiliger Pfahl auf Wanderungen eingeschlagen, um den neuen Lagerplatz in eine organisierte Welt zu verwandeln. Verlust des Pfahls wäre notwendig mit dem Untergang im Chaos verbunden gewesen.
Bei der Hochzeitszeremonie hält sich das Dayak-Paar am Lebensbaum fest und tritt auf Wegen, die genau gefunden werden müssen, die Reise in die jenseitige Welt an. Es wiederholt sich während der Zeremonie die Schöpfung des ersten menschlichen Paares aus dem Lebensbaum. Durch aufwändige Begräbnisrituale mit einem Sarg als Seelenschiff muss sichergestellt werden, dass der Verstorbene zur Ganzheit des Ursprungs zurückkehren kann. Das Hinüberwechseln in den göttlichen Bereich macht die Toten verehrungswürdig im Ahnenkult.

## Kosmogonie in der Wissenschaft

### Antike Naturphilosophie
Kosmogonie als Wissenschaft begann, als im antiken Griechenland dem Mythos mit seiner subjektiven Wahrheit die Vernunft entgegengestellt und der Versuch, die Welt auf ihre Weise zu erklären, über das Ziel, auf magische Weise Sinn zu stiften, gestellt wurde. Dies ist daran zu erkennen, dass nicht mehr Wunder-tätige Götter oder Helden, sondern das Denken selbst als Prozess bewusst wurde, fähig, sich auf den einzigen dafür maßgeblichen Gedanken zu fokussieren: Als Inbegriff des Seins fasst sich das Denken mit diesem Gedanken als dasselbe auf. Dieser Monismus ist der Kern der Schrift Parmenides: das unerschütterliche Herz der Wahrheit, so nennt Platon ihn insofern mit Recht „unseren Vater“. Parmenides ist Mitbegründer einer Kultur, die auf Vernunft basiert und darum ringt, die (prä)historischen Umstände, die zur Erfindung der religiösen Verhaltensvorschriften und damit zum Beginn der religiösen Strafangst (eklesiogene Menschheitsneurose) führten, diagnostisch zu durchleuchten.
Die zur Erkenntnistheorie Parmenides' parallelen Strömungen in der griechischen Naturphilosophie definierten kleinste nicht weiter zerlegbare Teile (a tomos), um anhand ihres 'synthetischen' Zusammenbaus die Naturphänomene zu erklären, zu denen auch unser Gehirn und sein Denken zählt: Prinzipien, die sich der weiteren 'analytischen' Zerlegung durch den menschlichen Geist widersetzen. Es ging darum, alles mit allem zu verknüpfen und von einem einzigen ersten Grundstoff oder -prinzip her die Welt als System zu betrachten. Heraklit, einer der letzten Vorsokratiker, nennt das Welt-lenkende Prinzip Logos, auch „Sinn“ oder das „Gemeinsame“ aller denkbaren Gegensätze: Schlafen und Wachen (Träumen und Tun), Vernunft und Verstand usw. Sie wandeln sich aber wie der Duft eines Feuers durch das beigemengte Kraut.

Anaximander: Mittelpunkt der Welt

Diesem Logos folgend das äußere Weltganze im Sinnkontext mit dem eigenen inneren Selbst zu erfassen, ist das Vorhaben der Naturphilosophie, die von den Vorsokratikern ab etwa 610–547 v. Chr. begründet wurde. Die Vorstellung des Naturphilosophen Thales von Milet vom Urwasser, auf dem das Land ruht, ähnelt dem kosmischen Süßwasserozean der sumerischen Mythologie, in dessen Mitte der Weltenberg aufragt. Einen bemerkenswerten Schritt ging Thales' Nachfolger Anaximander, indem er bei seiner Suche nach dem Anfang von allem als erster keinen stofflich-materiellen Urgrund (Arché) wie Wasser oder Luft annahm, sondern den seienden Dingen – als bestimmbar oder gegeneinander abgrenzbar gedacht (griech. peirata) – das Unbestimmbare, Unbegrenzte (a peiron) nicht lediglich gegenüberstellte, sondern zueinander in Bezug: Die seienden Dinge entspringen aus dem Apeiron 'ex nihilo' und vernichten sich gegenseitig 'an nihilo' zu demselben, nach dem Gesetz der Zeit. Damit war eine immaterielle, mythologiefreie Energiequelle in die von Thales begründete physikalische Kosmogonie eingeführt. Aus oder besser: innerhalb dieser ungeworden-unzerstörbaren noumenalen Quelle entspringen die seienden Dinge (Phänomene) und kehren dahinein zurück – so wie kurz darauf bei Anaximanders Nachfolger Heraklit, der die Welt als ein Wasser auffasst, das Erde und Glut-Luft in sich vereinigt, aber aus einem Feuer entspringt und wieder Feuer wird, wie beim Tausch des Goldes gegen Waren und der Waren gegen das Gold. (…) Feuers Umwende (=) Wasser, vom Wasser aber die eine Hälfte Erde, die andere Glutwind/-Luft. Dieser quasi in die Form einer Gleichung gegossene Gedanke integriert das Prinzip der Ökonomie und erinnert zugleich an das von Einstein formulierte Prinzip der Äquivalenz zwischen Energie und Masse.
In seiner Timaios-Kosmologie stellt Platon (427–347 v. Chr.) eine systematische Naturordnung (Begriffspyramide der „Ideen“) auf, in der ein Schöpfergott (Demiurg) auf planvolle Weise das Weltall, Sterne, Planeten und die lebendige Natur hier auf Erden konstruiert; die Wahrheit ergibt sich demnach zugleich aus dem Schönen (Ästhetik) und der Güte (Tüchtigkeit) der Dinge und Wesen bei ihrem Kampf um das Dasein. Auch jene Begriffe in Platons Modell, deren Klang noch an die mythischen Konzepte der Vorfahren erinnert, haben eine sachlich erklärende Funktion: im Dialog Phaidros erscheint der Demiurg als reine, form-, farb- und geruchlose Dynamis, die noch über der Idee des parmenidschen Seins stehe. Diese Wahrheit lasse sich weder auf das bloß Empirische, Anfassbare reduzieren, noch auf dem Wege des Belehrens und äußerlichen Lernens vermitteln, jedoch von der Vergessenheit im Unbewussten wieder ausgraben, indem dem Denken beim Wiedererinnern methodisch Geburtshilfe geleistet wird (Anamnesis, Elenktik).
Die kosmologische Theorie des Aristoteles (384–322 v. Chr.) übernimmt vom griechischen Mathematiker Eudoxos die grundlegende Orientierung: eine räumlich endliche, aber zeitlich unendliche Welt, und Sphären, die sich schichtartig über der Erde im Mittelpunkt ausbreiten. Der erste kosmische unbewegte Beweger beginnt außen an den Sphären anzusetzen, die Bewegung pflanzt sich nach innen fort, bis auch hier der ganze Kosmos durch eine göttliche Kraft, die in aller Natur enthalten ist, angetrieben wird. Diesen Gott setzt Aristoteles mit Logos, Vernunft, gleich. Für ihn waren die Kräfte (Dynameis) in der Welt noch rein psychischer Natur und im Mythos verwurzelt.

### Neuzeitliche Naturphilosophie

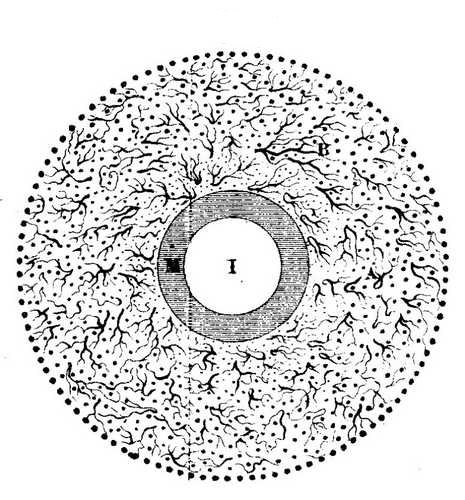
Descartes, Principia philosophiae: Drei Sphären der Erde

René Descartes (1596–1650) machte die Philosophie als Erkenntnismethode zur Grundlage des Denkens. Erkenntnis sollte ausschließlich durch Deduktion gewonnen werden. Damit tat er einen ersten Schritt zur Entwicklung einer auf subjektiver Gewissheit basierenden Naturwissenschaft, indem er rationale Erkenntnismethoden unabhängig und in diplomatischem Abstand zur Idee des Göttlichen einführte. Eine der ersten wissenschaftlichen Kosmogonien ist in seinem Werk Principia philosophiae („Die Prinzipien der Philosophie“) von 1644 enthalten.
Als Erklärung des Ursprungs lässt Descartes Gott eine dichte Packung Materiewirbel erschaffen. Die Hilfskonstruktion Gott als Urantrieb sorgte für die heute noch vorhandene Bewegungsenergie. Mit mechanistischen Modellen versuchte Descartes, die Gravitation zu erklären. Die dazu notwendigen, durch Fliehkräfte entstandenen Verwirbelungen von Materiewolken, wobei die darin eingesperrten Teilchen ihre Energie nur in direktem Kontakt austauschen sollten, erklärten Planetenbewegungen und auch die Entstehung des Weltsystems. Descartes nahm gegenüber christlicher Auffassung damit den Menschen aus dem Mittelpunkt und erklärte zugleich mittels sprachlicher Verwindungen die Erde für unbeweglich. Ein Verhältnis zur Kirche zwischen Rücksichtnahme und Aufbegehren war typisch für das 17. Jahrhundert; letzteres endete für Giordano Bruno, der sich ebenso wie Descartes zum kopernikanischen Weltbild bekannt hatte, auf dem Scheiterhaufen.
Immanuel Kant (1724–1804) wollte in seiner Allgemeinen Naturgeschichte und Theorie des Himmels (1755) Logos (Theorie) und Mythos (Geschichte) zusammenführen. Descartes’ wissenschaftlich formulierte Kosmogonie brauchte noch einen Gott als ursächlichen Antrieb, Kant versuchte die Ordnung der Natur aus der Geschichte der Natur zu fassen. Philosophisch bedeutend ist Kants Theorie, da erstmals ohne Gott das Planetensystem aus einer Staubwolke entsteht, einzig geformt durch die Kräfte der Anziehung und Abstoßung und zwar solange, bis der fertige Zustand erreicht ist. Später entwarf Kant mit der Feststellung, dass seine Theorie unzulässig von Erfahrung begrifflich auf Allgemeines schließen würde, eine einschränkende Kritik.
1796 veröffentlichte Pierre-Simon Laplace unabhängig von Kant seine sogenannte Nebularhypothese zur Entstehung des Sonnensystems. Wegen der Ähnlichkeit mit der kantschen Theorie wurden beide Kosmogonien auch unter der Bezeichnung Kant-Laplacesche Theorie bekannt.

### Moderne Naturwissenschaft
Die von der Wissenschaft selbst entdeckten, mathematisch formulierten Naturgesetze bilden den äußersten Rahmen der empirisch basierten Erkenntnis. Mit der Planck-Skala wurde eine Grenze für physikalische Größen gefunden, unterhalb derer Ort und Dynamik eines Phänomens aus prinzipiellen Gründen nicht bestimmt sind und leicht oberhalb derer Messungen unscharf bleiben müssen. Die von der heutigen Wissenschaft angebotene Erklärung zur ersten Ursache des Universums: eine 'vor' dem Anfang von Raum und Zeit gelegene Singularität aus reiner Energie – scheint damit paradox oder bloße Spekulation zu sein. Epistemologisch jedoch, das heißt der Erkenntnistheorie zufolge, müssen unsere dimensional-zeiträumlichen Denkprozesse von einer undimensional-noumenalen Quelle ausgehen und in sie zurückmünden, einen Anfangs-Endpunkt haben, der nicht seinerseits vorstellbar sein kann. Logik lässt sich nicht selbst logisch erklären; der Kausalnexus unseres Vorstellungsweltalls wurzelt in etwas, das nicht selbst kausal (ursächlich erklärbar) ist. Die Warum-Frage muss in den Naturwissenschaften also offen bleiben, sofern nicht gelingt, ihr in der Empirie (Messbarem) ankerndes Fundament mit einer fundierten Metaphysik sinnvoll zu vereinigen, denn eine solche handelt eben von dem Bezug des uns Vorstellbaren auf seine da-hinter verborgene Quelle.
Wenn aber Gott ein Energiepotential ist – wie Gödel als starkes Indiz aus seinem Unvollständigkeitssatz und Gottesbeweis ableitet –, dann verursacht diese von Platon als reine Dynamis bezeichnete Kraft zwar die Naturgesetze, den Kosmos und die Evolution der belebten Materie bis hin zu uns Menschen, nicht jedoch die Gesetze der Moral, wie zusammengefasst u. a. im Dekalog. Diese Verhaltensvorschriften sind von Menschen erfunden und erlassen worden, nicht entdeckt oder freigelegt aus den Phänomenen wie die natürlichen Gesetze; so scheinen die religiösen Götter und der eine Gott der mathematisch basierten Erkenntnistheorie miteinander unvereinbar. Götter wie Jehova traten in Verbindung mit dogmatischen Glaubenssätzen in die Menschheitsgeschichte ein und waren gemäß den Lehren ihrer Verfechter der Auffassung, ihre anhand „Offenbarung“ gewonnene Wahrheit sei unumstößlich, so galt ihre Hinterfragung als „Todsünde gegen den Himmel“. Im Gegensatz dazu ist der Gott der Erkenntnistheorie durch ein Prinzip präsent, das zuerst auf Ebene der Quanten Unberechenbarkeit impliziert, schöpferisch evolutioniert ('Try and Error') bis hin u. a. zum Homo sapiens und in diesem erforscht sein soll und will (triebhafte, nach Freud aus der Libido-Energie gespeiste Wissbegierde). Auch hierbei gilt: „Irren ist menschlich“: wiederum eine Implikation der Freiheit (Unberechenbarkeit des Willens).
Da die Naturwissenschaft als Methode der empirisch basierten Betrachtung im 17. Jahrhundert aus dem Bereich der Philosophie ausgegliedert wurde bzw. seither als eigenständige Disziplin gilt, die Königsdisziplin der Philosophie aber die Erkenntnistheorie darstellt, scheint die Naturwissenschaft außer Stande, eine Antwort auf die Frage nach dem Sinn oder Warum unserer und der Existenz des Kosmos zu liefern. Philosophische Stellungnahmen sollen nun im Zweifel als Ratgeber ohne Garantie der Form von Gewissheit dienen, die die „Fakten“ der empirischen Forschung liefern; im extremen Fall könne für Warum-Fragen Freuds Psychoanalyse konsultiert oder sonst ein Einwirken Gottes in Betracht gezogen werden (englisch: God of the gaps –„Gott als Lückenbüßer“).
Zur aktuellen wissenschaftlichen Diskussion siehe den